# Dimitrij (Kapalin)
Dimitrij (světským jménem: Alexej Michajlovič Kapalin; * 11. března 1952, Udělnaja) je ruský duchovní Ruské pravoslavné církve a metropolita tobolský a ťumenský.

## Život
Narodil se 11. března 1952 v sídle Udělnaja v Moskevské oblasti.
Po skončení střední školy roku 1969 nastoupil na Moskevský institut inženýrů dopravy, který dokončil roku 1974. Poté pracoval jako konstruktér a následně jako vedoucí konstruktér Hlavní železniční správy Ministerstva železnic.
Roku 1982 nastoupil na Moskevský duchovní seminář, který dokončil roku 1984.
Dne 31. ledna 1986 byl v Trojicko-sergijevské lávře postřižen na monacha se jménem Dimitrij na počest svatého Dimitrije Priluckého. Dne 23. února 1986 byl rukopoložen na hierodiakona a 7. dubna na jeromonacha.
V listopadu 1986 byl po požáru lávry jmenován jejím ekonomem a ekonomem Moskevských duchovních škol po dobu rekonstrukcí.
Dne 25. března 1987 byl povýšen na igumena a 13. června na archimandritu s jmenováním zástupcem rektora pro administrativní a ekonomickou činnost Moskevské duchovní akademie a semináře.
Dne 20. dubna 1989 byl jmenován inspektorem Moskevského duchovního semináře.
Dne 27. října 1990 jej Svatý synod zvolil biskupem tobolským a ťumenským, rektorem Tobolského duchovního semináře. Dne 4. listopadu 1990 proběhla v chrámu Zjevení Páně v Moskvě jeho biskupská chirotonie.
V letech 1994–2009 byl členem Synodní bohoslovecké komise.
Dne 19. února 1999 byl povýšen na arcibiskupa.
Roku 2009 dokončil studium na Ťumenské státní univerzitě, kde získal titul kandidáta sociálních věd.
Dne 2. října 2013 byl Svatým synodem ustanoven hlavou nově zřízené tobolské metropole. Dne 8. října 2013 byl v chrámu Zesnutí přesvaté Bohorodice Trojicko-sergijevské lávry patriarchou moskevským Kirillem povýšen na metropolitu.
Dne 4. května 2017 byl Svatým synodem potvrzen ve funkci představeného Abalakského Znamenského monastýru.